# Remo Cacciafesta
Remo Cacciafesta (Roma, 26 febbraio 1913 – ...) è stato un matematico italiano.

## Biografia
Studioso della teoria matematica del rischio. Nato a Roma il 26 febbraio del 1913, laureatosi presso l'Università di Roma La Sapienza in Economia e Commercio, in questa Facoltà ha ricoperto dal 1968 la cattedra di Matematica finanziaria, svolgendovi quasi per intero la sua carriera accademica. Ha altresì prestato servizio presso le Facoltà di Economia e Commercio dell'Università di Cagliari e di Napoli. Dal 1971 al 1981 ha ricoperto la carica di Preside della Facoltà di Economia e Commercio dell'Università di Roma.
Dal 1970, e per circa dieci anni è stato rappresentante delle Facoltà di Economia e Commercio nell'allora Consiglio Superiore della Pubblica Istruzione e rappresentante delle Università nel Consiglio Nazionale dell'Economia e del Lavoro (CNEL).
Studioso delle applicazioni del calcolo delle probabilità nel campo delle assicurazioni e della finanza, è autore di numerose pubblicazioni riguardanti la teoria matematica del rischio; altri suoi contributi riguardano l'analisi delle serie periodiche e la nozione di probabilità condizionata.
Il 21 giugno del 1977 subì un grave attentato ad opera della colonna romana delle Brigate Rosse, durante il quale venne gravemente ferito agli arti inferiori. In seguito alle conseguenze di questo attentato nel gennaio del 1988 venne dichiarato inabile al servizio e collocato anticipatamente in pensione. L'attentato è ripreso nel film Esterno notte, dove Remo Cacciafesta è interpretato da Marco Tornese.

## Pubblicazioni principali
- Sui diversi modi per lo sviluppo delle variazioni della mortalità. Roma, 1953.
- L'influenza della mortalità sulla rimanenza italiana in Lu campo assicurativo. Milano, 1954.
- Calcolo dei premi netti di rischio. Roma, 1964.
- Calcolo delle probabilità. Napoli, 1967.
- Complementi di matematica finanziaria. Napoli, 1972.
- Lezioni di matematica attuariale. Napoli, 1975.
- Lezioni di matematica attuariale. Napoli, 1977.